# Alsensche Drahtseilbahn
Die Agethorster Drahtseilbahn, auch Alsensche Drahtseilbahn, abgekürzt ADSB genannt, war eine der längsten Industrieseilbahnen Europas und verband die Alsenschen Tongruben in den Gemeinden Wacken, Agethorst und Nienbüttel mit dem Zementwerk Alsen in Itzehoe. Sie wurde 1908 vom Unternehmen Adolf Bleichert & Co. erstellt, hatte eine Gesamtlänge von 13,5 Kilometern und blieb bis 1977 in Betrieb.

## Beschreibung
Während ihrer Betriebszeit transportierten die 270 hängenden Loren täglich ca. 400 t Ton nach Itzehoe. Die Bahn lief mit einer Geschwindigkeit von 150 m in der Minute über 103 Stützen, die im Abstand von 100 bis 300 m aufgestellt waren. Die Stützenhöhe variierte über Land zwischen acht und zwölf Meter, stieg über der Niederung der Bekau auf 22 m an und erreichte über der von Schiffen befahrenen Stör mit 51,5 m ihr Maximum. Die Tragseile hatten einen Durchmesser von 33 bis 35 mm auf der sogenannten Vollseite und 22 mm auf der Leerseite. Im Januar 2023 standen in Oldendorf (Lage) und Itzehoe (Lage) noch zwei der einstigen Seilbahnstützen. Die Drahtseilbahnmasten werden auch im Wappen der Gemeinde Agethorst dargestellt.

Relikte
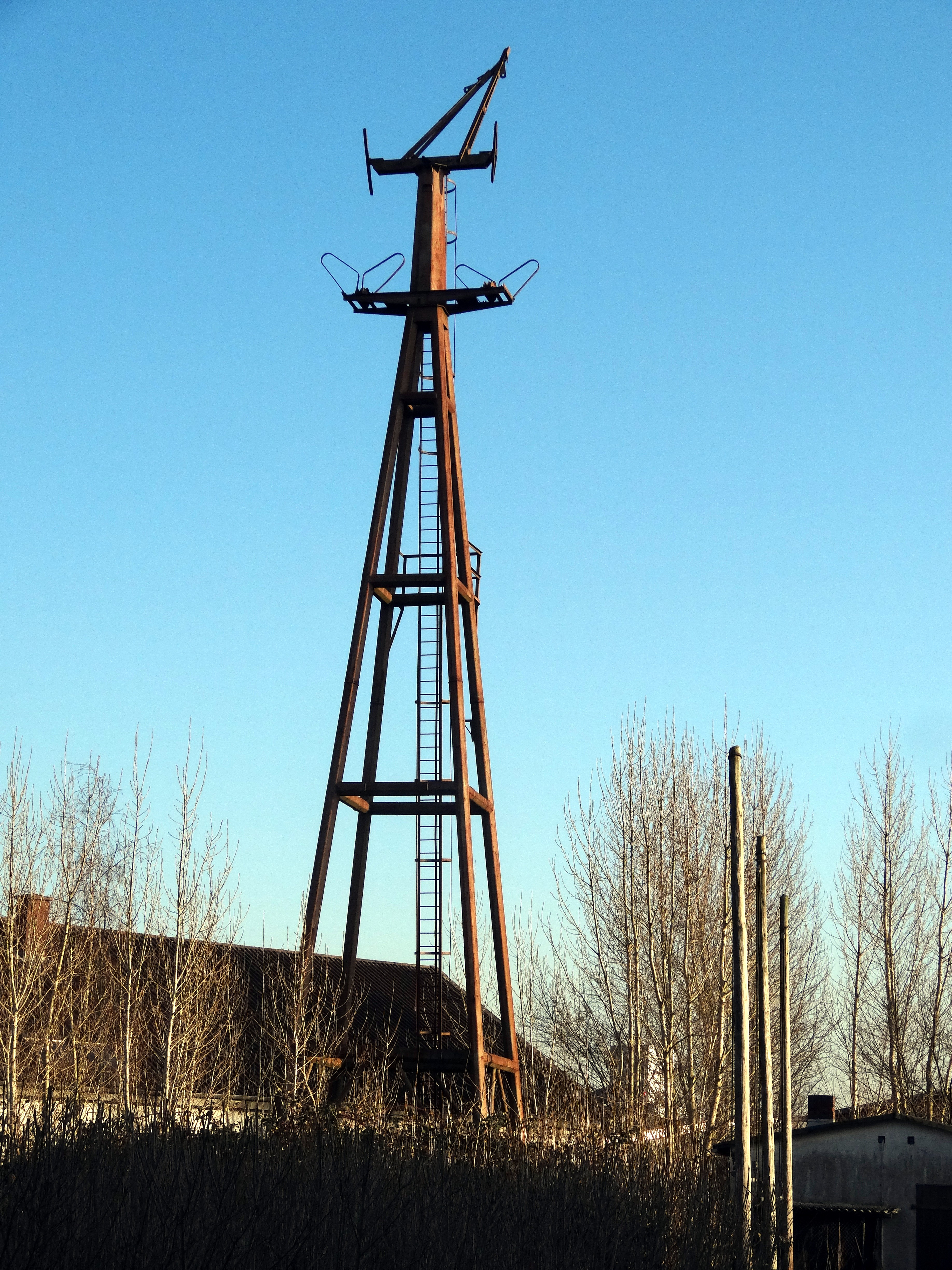
Letzter Mast in Itzehoe (März 2013)
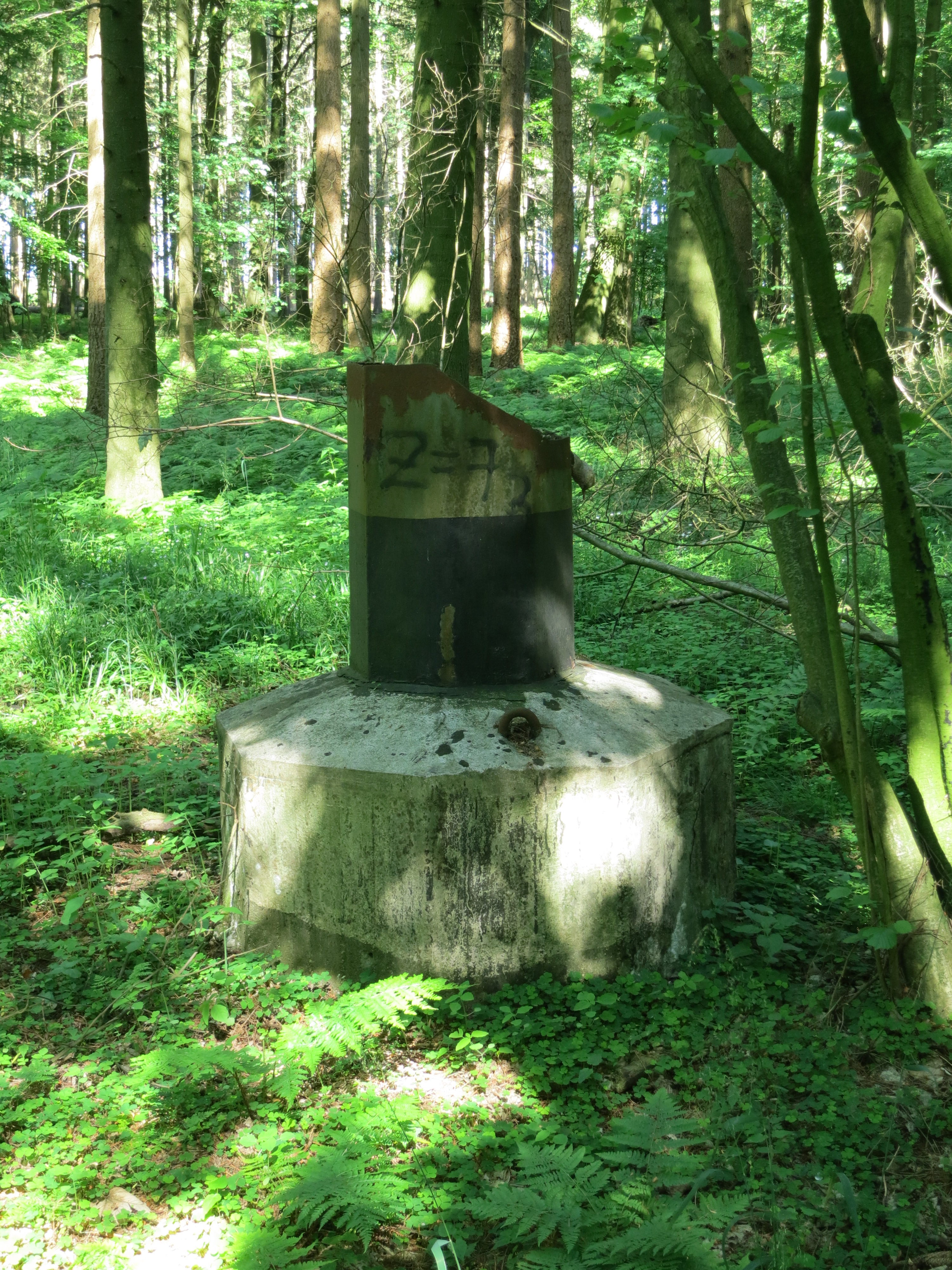
Reste im Heiligenstedtener Holz (Juni 2015)
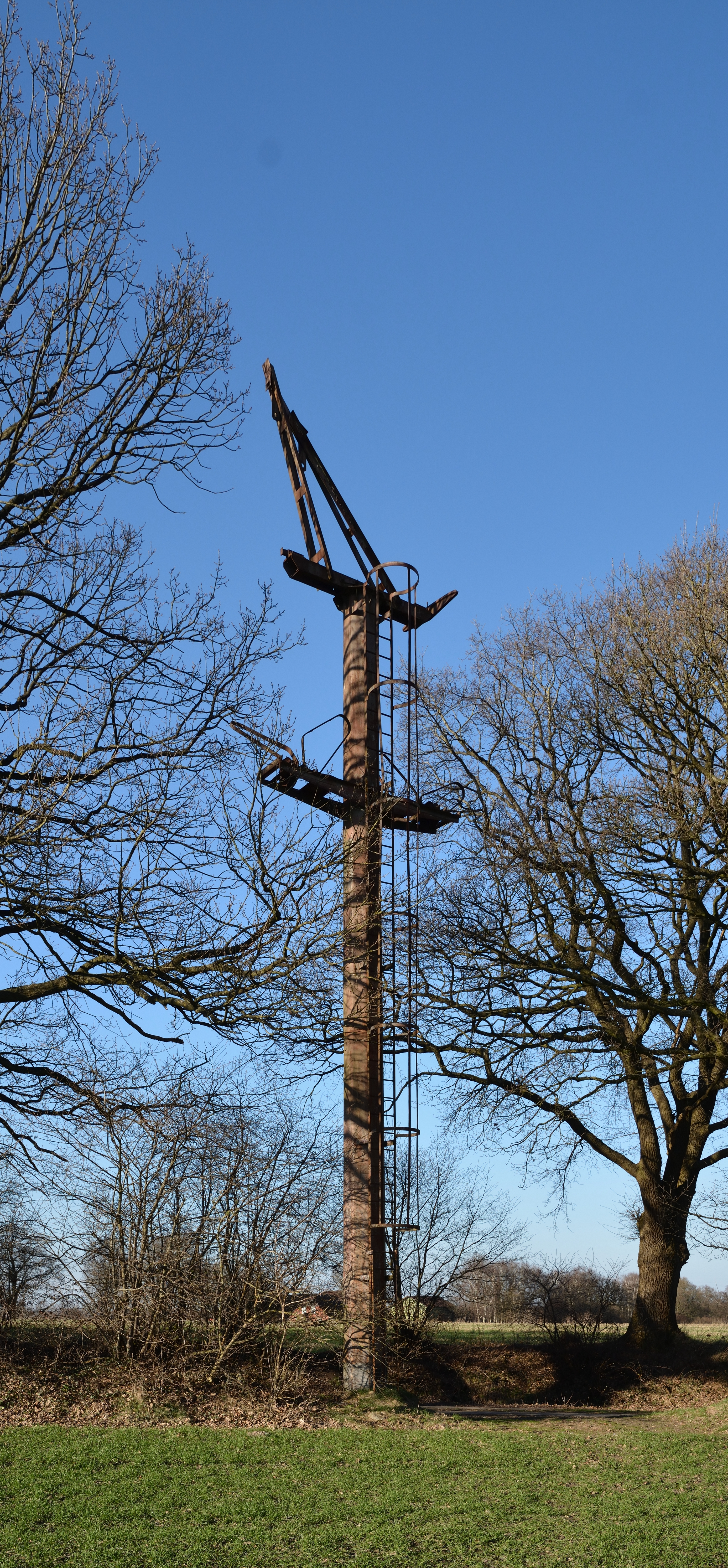
Letzter Mast an einem Feld bei Oldendorf (Mai 2017)
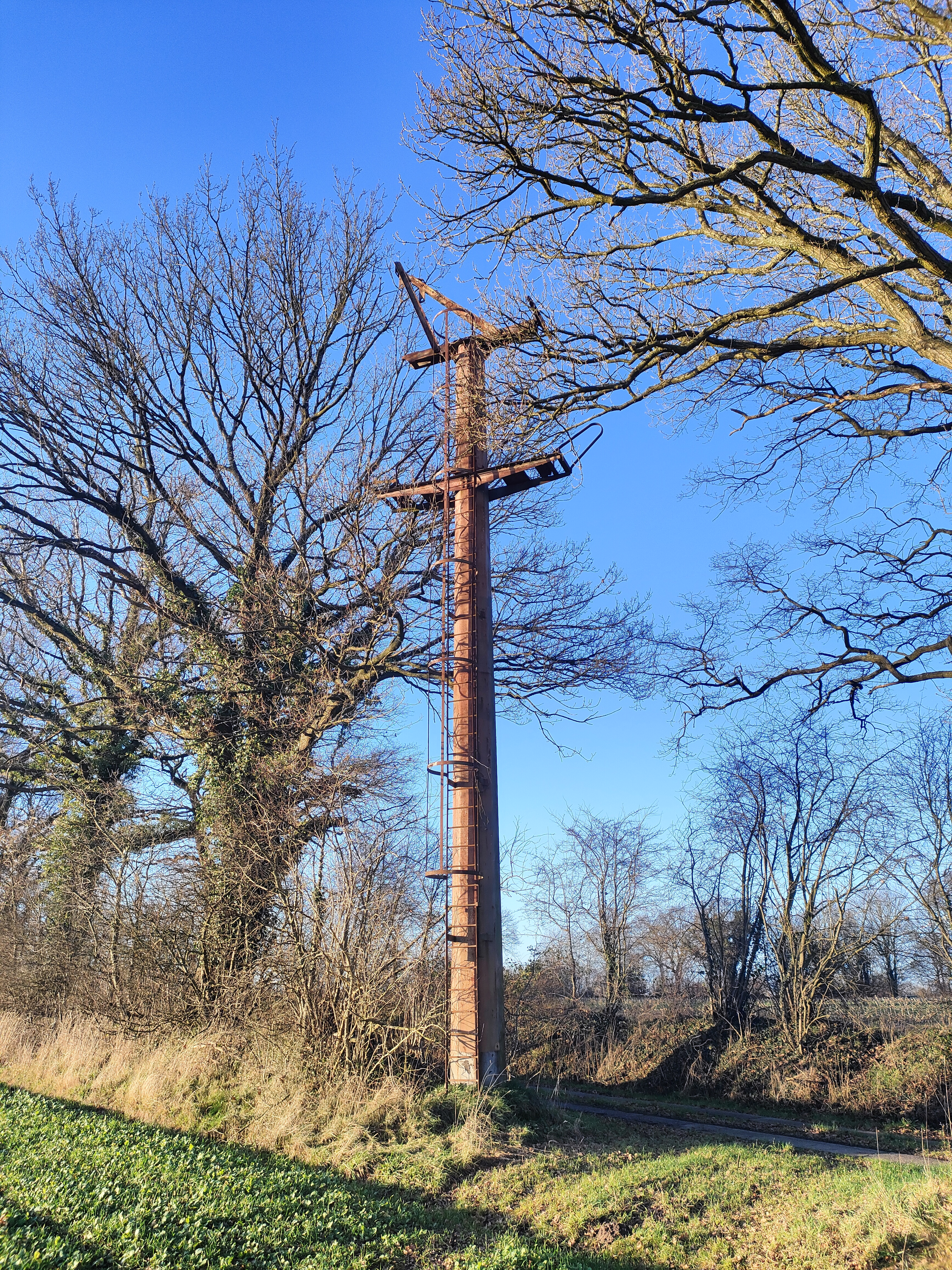
Mast der Drahtseilbahn Alsen in Ohlendorf im Januar 2023